# Gomoly
A Gomoly az Elefánt zenekar második stúdióalbuma. 2015-ben jelent meg a Launching Gagarin Records & Management kiadásában. A lemez elkészítésében közreműködött Szendrői Csaba, Tóth András, Horváth Bence Ede, Kovács Zoltán és Németh Szabolcs, valamint vendégként Miczura Mónika és Vági Tamás.

## Számlista
| 1.                     | Cirkusz  | 3:25 |
| 2.                     | Por      | 3:10 |
| 3.                     | Folyó    | 4:33 |
| 4.                     | Zúzmarás | 1:37 |
| 5.                     | Alszik   | 4:09 |
| 6.                     | Szikra   | 4:24 |
| 7.                     | Tizenhat | 3:36 |
| 8.                     | Fakard   | 2:53 |
| 9.                     | Rejtő    | 3:43 |
| 10.                    | Hinta    | 3:46 |
| 11.                    | Vacak    | 4:39 |
| Teljes játékidő: 36:48 |          |      |

## Külső hivatkozások
- Bandcamp
- http://recorder.blog.hu/2015/03/03/albumpremier_elefant_gomoly%5B%5D
- https://web.archive.org/web/20160317094242/http://kulturgyom.hu/hangos/ajanlos-kritikas/elefant-gomoly